# Violant Lluïsa de Mur
Violant Lluïsa de Mur (– 1467), baronessa de l'Albi.

## Orígens familiars
Filla d'Acard de Mur i d'Elfa de Cardona. Es casà amb Ponç de Perellós. En tingué una filla, anomenada Elfa. Restà vídua el 1426. Posteriorment, contragué un segon matrimoni en secret amb Frederic de Luna, fill natural de Martí el Jove. Hi visqué molt malament, ja que el seu marit sostenia relacions amb Valentina, germana seva. El fet motivà diverses lluites familiars. Al capdavall, el seu marit i la seva germana fugiren a Castella, on Frederic moriria pres el 1438. Era una dona bella, de costums tinguts per deshonestos. Per ella, se suïcidà el poeta Francesc Oliver.